# Coppa di Germania 2022-2023 (pallavolo femminile)
La Coppa di Germania 2022-2023, 33ª edizione della coppa nazionale di pallavolo femminile, si è svolta dal 22 ottobre 2022 al 26 febbraio 2023: al torneo hanno partecipato venti squadre di club tedesche femminili e la vittoria finale è andata per l'ottava volta allo Schweriner.

## Formula
La formula ha previsto primo turno, ottavi di finale, quarti di finale, semifinali e finale, giocate con gara unica.

## Squadre partecipanti
| - BBSC - Dresdner - Erfurt - Freisen - FTSV Straubing - Karlsruhe-Beiertheim - Markkleeberg - MTV Stoccarda - Münster - Neuwied | - Oythe - Potsdam - PTSV Aachen - Schweriner - Skurios Borken - Stralsund - Suhl - Turnerbund München - Vilsbiburg - Wiesbaden |

## Torneo

### Tabellone
|  | Ottavi di finale     | Ottavi di finale |  |  | Quarti di finale | Quarti di finale |            |   | Semifinali    | Semifinali |         |   | Finale | Finale |  |
|  |                      |                  |  |  |                  |                  |            |   |               |            |         |   |        |        |  |
|  | MTV Stoccarda        | 3                |  |  |                  |                  |            |   |               |            |         |   |        |        |  |
|  | Neuwied              | 0                |  |  | MTV Stoccarda    | 3                |            |   |               |            |         |   |        |        |  |
|  | Suhl                 | 3                |  |  | Suhl             | 0                |            |   |               |            |         |   |        |        |  |
|  | Münster              | 0                |  |  |                  |                  |            |   | MTV Stoccarda | 2          |         |   |        |        |  |
|  | Karlsruhe-Beiertheim | 0                |  |  |                  |                  | Schweriner | 3 |               |            |         |   |        |        |  |
|  | Wiesbaden            | 3                |  |  | Wiesbaden        | 0                |            |   |               |            |         |   |        |        |  |
|  | Freisen              | 0                |  |  | Schweriner       | 3                |            |   |               |            |         |   |        |        |  |
|  | Schweriner           | 3                |  |  |                  |                  |            |   | Schweriner    | 3          |         |   |        |        |  |
|  | Erfurt               | 3                |  |  |                  |                  |            |   |               |            | Potsdam | 1 |        |        |  |
|  | FTSV Straubing       | 0                |  |  | Erfurt           | 2                |            |   |               |            |         |   |        |        |  |
|  | Skurios Borken       | 0                |  |  | PTSV Aachen      | 3                |            |   |               |            |         |   |        |        |  |
|  | PTSV Aachen          | 3                |  |  |                  |                  |            |   | PTSV Aachen   | 0          |         |   |        |        |  |
|  | Oythe                | 0                |  |  |                  |                  | Potsdam    | 3 |               |            |         |   |        |        |  |
|  | Dresdner             | 3                |  |  | Dresdner         | 0                |            |   |               |            |         |   |        |        |  |
|  | Vilsbiburg           | 0                |  |  | Potsdam          | 3                |            |   |               |            |         |   |        |        |  |
|  | Potsdam              | 3                |  |  |                  |                  |            |   |               |            |         |   |        |        |  |

### Risultati

#### Primo turno
| 22 ottobre 2022 Gymnasium Antonianum, Vechta Durata: 2h:08 - Spettatori: ?         | Oythe              | 3 - 2 | BBSC                 | 22-25, 25-27, 25-20, 25-21, 15-0 |
| 22 ottobre 2022 Mergelsberg-Sporthalle, Borken Durata: 2h:10 - Spettatori: ?       | Skurios Borken     | 3 - 2 | Stralsund            | 16-25, 25-14, 25-20, 20-25, 15-8 |
| 23 ottobre 2022 Gymnasium München, Monaco di Baviera Durata: 1h:50 - Spettatori: ? | Turnerbund München | 1 - 3 | Freisen              | 19-25, 20-25, 25-18, 23-25       |
| 23 ottobre 2022 Dreifelderhalle, Markkleeberg Durata: 1h:48 - Spettatori: ?        | Markkleeberg       | 1 - 3 | Karlsruhe-Beiertheim | 11-25, 25-16, 20-25, 22-25       |

#### Ottavi di finale
| 11 novembre 2022 Riethsporthalle, Erfurt Durata: 1h:29 - Spettatori: ?         | Erfurt               | 3 - 0 | FTSV Straubing | 25-22, 27-25, 28-26 |
| 12 novembre 2022 Gymnasium Antonianum, Vechta Durata: 1h:12 - Spettatori: 179  | Oythe                | 0 - 3 | Dresdner       | 17-25, 17-25, 12-25 |
| 12 novembre 2022 SCHARRena, Stoccarda Durata: 1h:05 - Spettatori: 1 165        | MTV Stoccarda        | 3 - 0 | Neuwied        | 25-12, 25-12, 25-20 |
| 12 novembre 2022 Ballsporthalle, Vilsbiburg Durata: 0h:59 - Spettatori: 1 202  | Vilsbiburg           | 0 - 3 | Potsdam        | 13-25, 21-25, 10-25 |
| 12 novembre 2022 Sporthalle Wolfsgrube, Suhl Durata: 1h:10 - Spettatori: 800   | Suhl                 | 3 - 0 | Münster        | 25-15, 25-11, 25-16 |
| 13 novembre 2022 Bruchwaldhalle, Freisen Durata: 1h:16 - Spettatori: ?         | Freisen              | 0 - 3 | Schweriner     | 13-25, 10-25, 10-25 |
| 13 novembre 2022 Mergelsberg-Sporthalle, Borken Durata: 1h:22 - Spettatori: ?  | Skurios Borken       | 0 - 3 | PTSV Aachen    | 20-25, 19-25, 19-25 |
| 13 novembre 2022 Friedrich-List-Halle, Karlsruhe Durata: 1h:25 - Spettatori: ? | Karlsruhe-Beiertheim | 0 - 3 | Wiesbaden      | 19-25, 8-25, 13-25  |

#### Quarti di finale
| 26 novembre 2022 Margon Arena, Dresda Durata: 1h:24 - Spettatori: 2 245                     | Dresdner      | 0 - 3 | Potsdam     | 28-30, 16-25, 21-25               |
| 26 novembre 2022 Halle am Platz der Deutschen E., Wiesbaden Durata: 1h:13 - Spettatori: 616 | Wiesbaden     | 0 - 3 | Schweriner  | 20-25, 14-25, 20-25               |
| 26 novembre 2022 Riethsporthalle, Erfurt Durata: 2h:19 - Spettatori: 359                    | Erfurt        | 2 - 3 | PTSV Aachen | 27-25, 27-25, 21-25, 23-25, 12-15 |
| 26 novembre 2022 SCHARRena, Stoccarda Durata: 1h:20 - Spettatori: 1 168                     | MTV Stoccarda | 3 - 0 | Suhl        | 25-21, 25-17, 25-16               |

#### Semifinali
| 10 dicembre 2022 SCHARRena, Stoccarda Durata: 2h:04 - Spettatori: 1 929 | MTV Stoccarda | 2 - 3 | Schweriner | 25-18, 20-25, 25-18, 25-27, 8-15 |
| 10 dicembre 2022 Arena Kreis, Düren Durata: 1h:16 - Spettatori: 1 094   | PTSV Aachen   | 0 - 3 | Potsdam    | 21-25, 28-30, 23-25              |

#### Finale
| 26 febbraio 2023 SAP Arena, Mannheim Durata: 1h:35 - Spettatori: 9 175 | Schweriner | 3 - 1 | Potsdam | 20-25, 25-14, 25-17, 25-20 |